# Орловский, Рихард
Рихард Патрик Орловский (англ. Richard Patrick Orlowski; род. 25 марта 1957 года, Лодзь, Польша) — польский и американский футболист, тренер.

## Биография
На родине Орловский выступал на позиции нападающего за команды низших лиг. В 1984 году по политическим мотивам игрок уехал из Польши. Вначале он жил в Австрии, а затем перебрался в американский Нью-Йорк. Долгое время Орловский играл и тренировал команды польских эмигрантов. Возглавлял сборную Польских футбольных клубов в США.
В 2013 году специалист входил в тренерский штаб сборной Непала, с которой работал американский специалист польского происхождения Джек Стефановски. Затем Орловский самостоятельно работал с национальными командами Ангильи и Белиза.